# Saint-Jean-de-Muzols
Saint-Jean-de-Muzols é uma comuna francesa na região administrativa de Auvérnia-Ródano-Alpes, no departamento de Ardèche. Estende-se por uma área de 10,68 km². Em 2010 a comuna tinha 2 559 habitantes (densidade: 239,6 hab./km²).